# Cappella musicale
Una cappella musicale o cappella di musica era una struttura organizzativa che permetteva di avere musica in una determinata istituzione, legata alla nobiltà, alla regalità, o anche alla chiesa, cattedrale, monastero o convento. Nel suo aspetto esteriore era costituita da un gruppo di cantanti o cantori e da un gruppo di strumentisti, diretti dal maestro di cappella.

## Antecedenti
Gli antecedenti delle cappelle musicali si trovano nelle scuole di canto esistenti nei principali monasteri e cattedrali del medioevo e durante il rinascimento le cappelle principali sono già pienamente formate e strutturate. La più antica cappella musicale, come testimoniano i capitolari, fu quella della Cattedrale di Padova, chiusa negli anni Sessanta del Novecento.

## Il maestro di cappella
Il principale responsabile della cappella musicale era il maestro di cappella. In funzione del tipo di musica che si faceva nella cappella (determinata possibilmente sia dallo stile predominante al momento che dalla predominanza della pratica della musica religiosa o profana - si cercava per questo incarico una persona che possedesse determinate capacità e attitudini. In generale il maestro di cappella era il responsabile ultimo del buon funzionamento della cappella: responsabile...
- nel determinare il repertorio da interpretare,
- della composizione nella maggioranza dei casi,
- di ottenere copie di repertorio provenienti da altri centri allorché fosse desiderabile,
- di sperimentare questo repertorio,
- di insegnare canto e musica in generale ai bambini o adolescenti che cantavano le voci superiori nella polifonia (e in molti casi era anche responsabile di altri elementi riferiti a questi bambini come per esempio l'apprendimento di uno strumento, l'istruzione o formazione generale e sua manutenzione),
- di dirigere il gruppo nelle sue interpretazioni,
- e di rappresentare i musici davanti ai responsabili dell'istituzione a cui apparteneva la cappella.
Durante i secoli, e fino alla fine del antico regime, l'incarico di maestro di cappella rappresentava il massimo grado al quale poteva pervenire un professionista della musica, dimodoché molti dei compositori dal XV al XVIII secolo esercitarono il ruolo di maestri di cappella. Perciò era frequente che, oltre ai loro obblighi di servizio nella cappella, erano richiesti anche per altri compiti, come esami, concorsi, ecc.

## I cantori e gli strumentisti
Il numero e la tipologia dei cantori e strumentisti variava, inoltre, in funzione degli stili e dei tipi di istituzione a cui servivano, a seconda se erano di tipo secolare o religioso, e in base alle spese che questa istituzione dedicava loro.
In tutti i casi e contesti nei quali l'interpretazione della musica religiosa era vietata al sesso femminile, le cappelle musicali facevano affidamento sempre sui bambini e adolescenti che cantavano le voci di soprano e contralto nella polifonia. Completavano il coro un numero a volte variabile di uomini adulti che cantavano le parti di tenore e di basso, nelle cappelle vincolate alle cattedrali; queste voci gravi erano di solito a carico di persone facenti parte dello stato ecclesiastico; nei conventi e monasteri, questa era la norma. In alcuni casi vi erano inoltre uomini adulti che cantavano come falsettisti o come castrati.
La composizione dei gruppi strumentali delle cappelle variava da una composizione quasi incentrata sugli strumenti a fiato nel Rinascimento, a una più diversificata verso il XVII secolo nel periodo barocco fino a prendere forza con l'organico orchestrale alla fine del XVIII secolo durante il Classicismo.
Nel corso del XVIII secolo, nelle cappelle musicali dei templi della Catalogna aveva un ruolo particolarmente importante l'organista che non solo si incaricava di suonare l'organo nella liturgia, comporre musica suonata da lui stesso, improvvisare in molte occasioni e insegnare a suonare questi strumenti ai chierichetti (monaguillos), ma aveva anche la mansione di sostituire il maestro di cappella quando si rendeva necessario, per cui finiva per convertirsi in una specie di vicedirettore, il secondo responsabile dell'istituzione.

## Funzioni delle cappelle musicali
In questo modo le cappelle musicali non solo si convertirono in strutture di interpretazione musicale, ma anche in centri di composizione, di copia e diffusione della musica, e nelle principali scuole di musica di questo lungo periodo. Le famiglie che scoprivano delle attitudini musicali nei loro figli e desideravano dare loro un'educazione musicale di qualità con frequenza li inviavano nelle cappelle di maggior rinomanza, che in Catalogna per lungo tempo furono l'Escolanía de Montserrat e la Cattedrale de Barcellona.

## Cappelle musicali attive in Italia
Ad oggi sono ancora molte le Cappelle musicali in attività nelle varie città d'Italia. Tra queste, sono da ricordare: a Roma la Cappella musicale pontificia sistina e la Cappella Giulia che fanno servizio in Vaticano, la Cappella musicale liberiana presente nella Basilica di Santa Maria Maggiore. È stata disciolta negli anni 1980, invece, la gloriosa Cappella musicale Pia Lateranense, che prestava servizio a San Giovanni in Laterano e che ebbe tra i suoi direttori il grande Palestrina. Nell'altra grande città che vide il fiorire di questo ente, Venezia, presso la Basilica di San Marco è attiva da sette secoli la prestigiosa Cappella Marciana, mentre a Padova, discioltasi negli anni 1960 l'antichissima Cappella della Cattedrale, rimane la Cappella musicale della Basilica del Santo. Un'altra città veneta, Verona, annovera come ancora attiva la Cappella musicale della Cattedrale mentre ha sospeso (2019) le proprie attività la Cappella musicale di San Zeno, presso l'omonima basilica. La Cappella musicale del Duomo è attiva presso la cattedrale di Milano. A Trieste, dal 1538 la Cappella Civica presta servizio presso la Cattedrale di San Giusto. A Bologna continua la sua attività la Cappella musicale di San Petronio. Nelle città minori sono da segnalare, per storia e tradizioni la Cappella della basilica di San Fedele in Como, la Cappella musicale della Basilica di Santa Maria Maggiore in Bergamo, la  Cappella Musicale del Duomo di Novara e la Cappella Musicale della Basilica Papale di San Francesco in Assisi; la Cappella musicale lauretana, attiva presso la Basilica della Santa Casa di Loreto, ha invece concluso le proprie attività a inizio 2020, mentre novembre 2022 ha visto  lo scioglimento temporaneo della Cappella musicale del Duomo di Modena che ha ripreso l'attività nel Gennaio 2024 con nuova compagine corale e nuovo direttore.
Recentemente, alcune cattedrali italiane, che avevano perduto la Cappella musicale per vari motivi nel corso della seconda metà del XX secolo, hanno deciso, su impulso dei rispettivi Ordinari, di ricostituire la formazione. Tra gli altri, è possibile citare gli importanti esempi della Cattedrale di Genova, che ha ricostituito la Cappella Musicale nel 2005 con decreto dell'allora arcivescovo cardinale Tarcisio Bertone, Firenze dove il cardinale Giuseppe Betori ha rifondato dopo più di cinquant'anni la Cappella Musicale di Santa Maria del Fiore nel 2009 e Arezzo dove l'Arcivescovo Riccardo Fontana nell'agosto del 2022 ha posto le basi per la creazione della nuova Cappella Musicale della Cattedrale dei Santi Pietro e Donato (costituita poi dal Vescovo Mons. Andrea Migliavacca con decreto vescovile del 15 febbraio 2025) assieme alla costruzione di un nuovo organo a canne. Anche in Diocesi più piccole, recentemente si è assistito alla nascita, fondazione ex novo da parte dell'ordinario del luogo, di una Cappella musicale; ne sono un esempio la Cappella musicale della Cattedrale di San Miniato (PI) da parte di S.E. Mons. Fausto Tardelli e la Cappella musicale di Sant'Anselmo della Cattedrale di Aosta Archiviato il 13 settembre 2014 in Internet Archive. da parte di S.E. Mons. Franco Lovignana.